# 砺波夜高祭り
砺波夜高祭り（となみよたかまつり、「となみ夜高まつり」とも呼ばれる）は、富山県砺波市の旧・出町地区の本町通りで毎年6月第2金曜、土曜日の2日間に渡って行われる、大正時代より行なわれている田祭り。豊年満作、五穀豊穣を祝って行われる。また夜高行燈を激しくぶつけ合い、壊し合う「突き合わせ」が行われることから、喧嘩祭りとしても知られており、この時期に砺波地区各地で行われる夜高祭のトリを飾る。

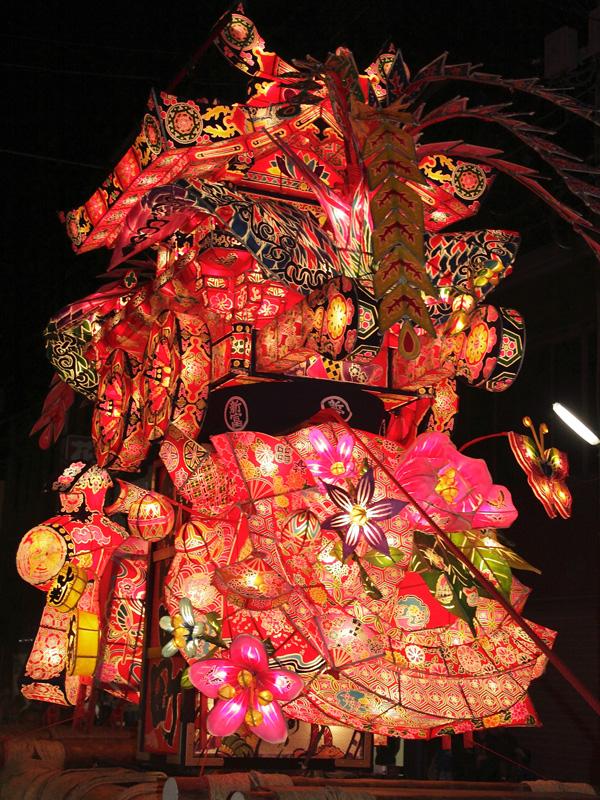
夜高行燈夜高と呼ばれる巨大な行燈。

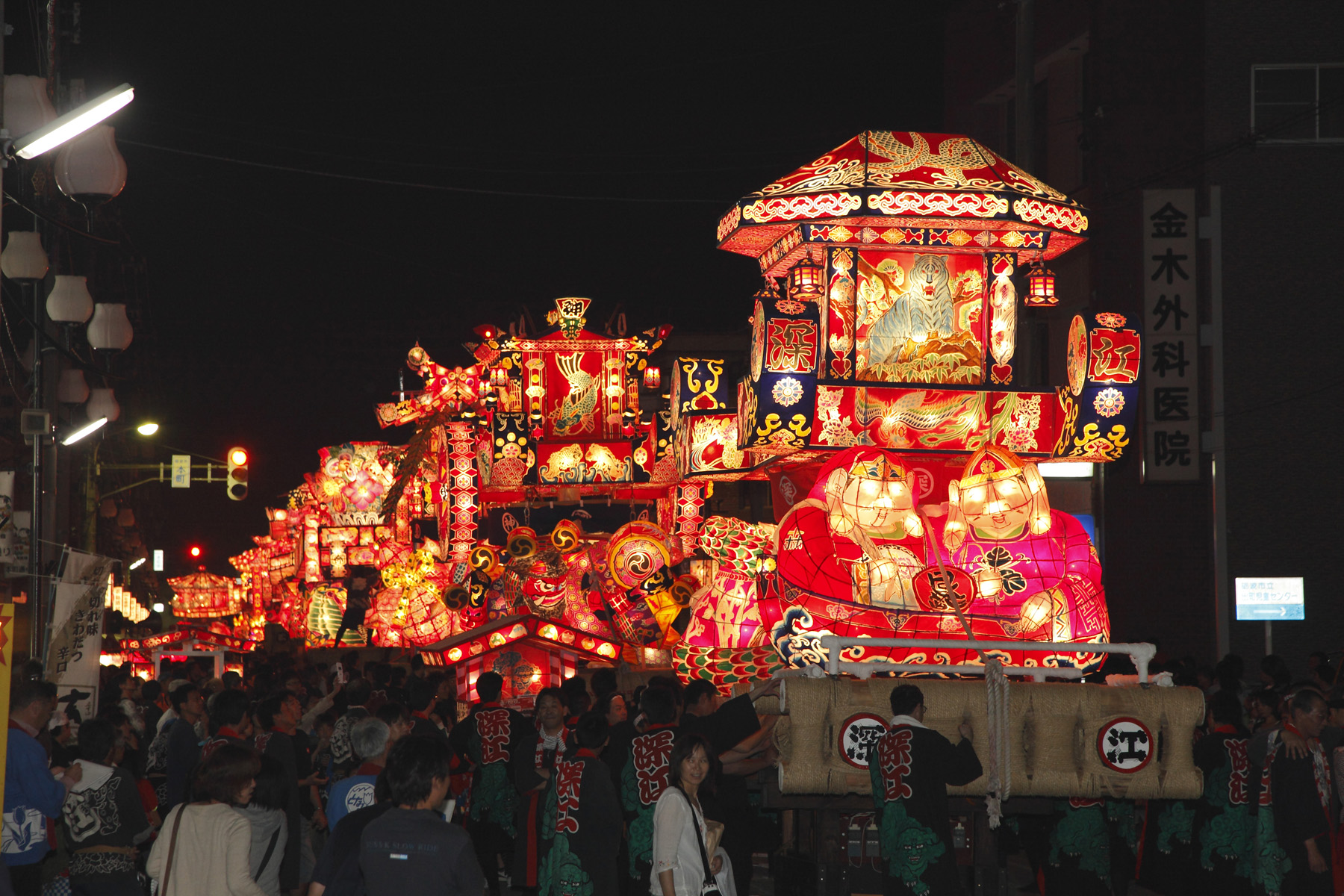
行燈勢揃い　14基の大行燈が勢揃いした様は圧巻。

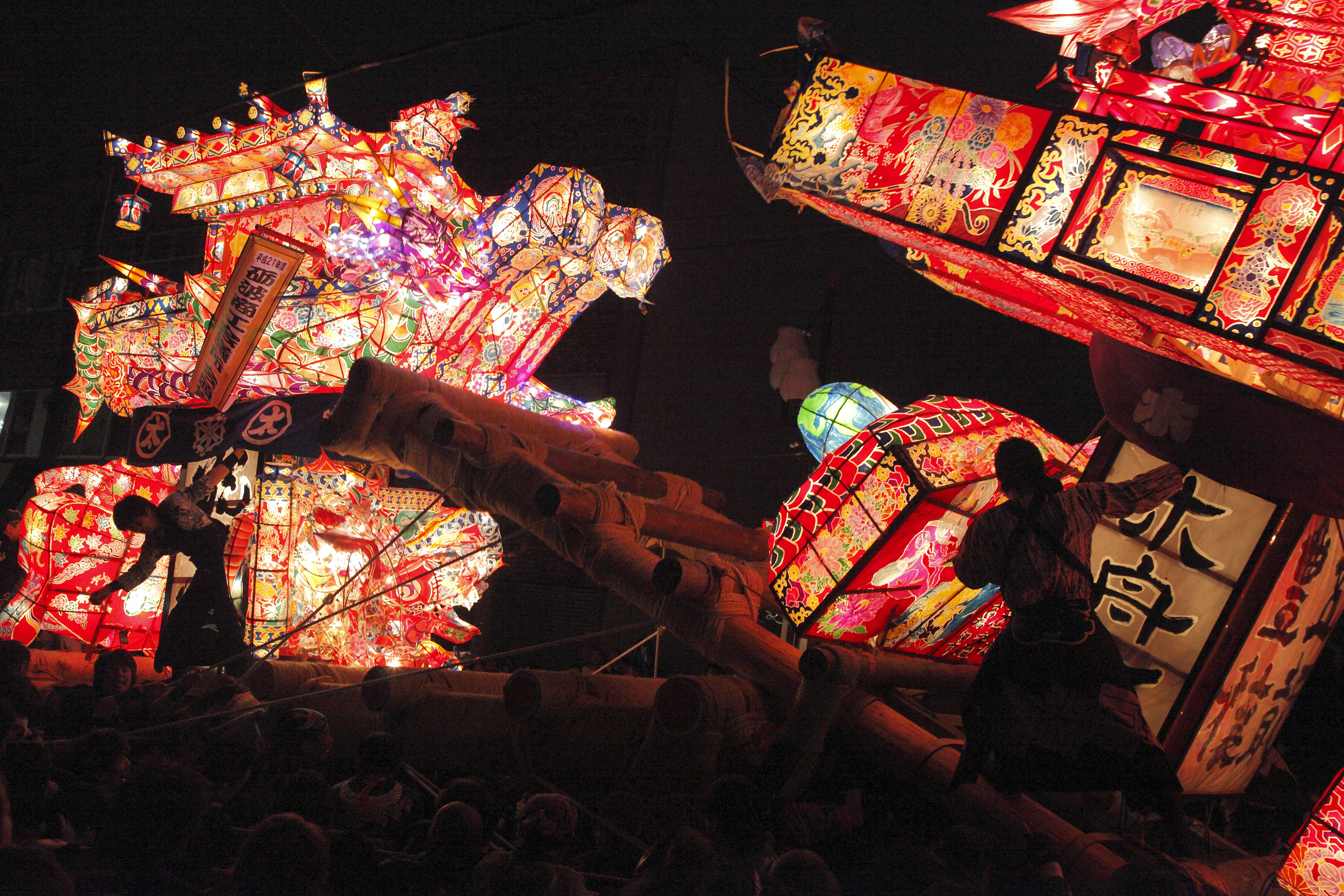
突き合わせ　数十メートル離れ対峙した夜高行燈が全速力で激突する。行燈の喧嘩、突き合わせ

## 概要
富山県砺波地方を中心に伝承される祭の一つで、和紙と竹でできた夜高行燈を立て、田祭りや神事を行う。起源は南砺市福野にあり、福野開町の際に伊勢神宮からの分霊を迎えるにあたり、行燈を手に手に持って出迎えたのが由来で、現在も春季祭礼の神事として福野夜高祭が行われているが、砺波・南砺地方では6月初旬に、田植えが終わり休みを取るという意味の「ヤスンゴト」（休んごと）といわれる習慣があり、砺波夜高祭りと小矢部市の津沢夜高あんどん祭、庄川観光祭（庄川夜高行燈）など各地で行われる夜高祭は、神事と異なりこの時期に合わせ各地で五穀豊穣 、豊年満作を願う田祭りとしておこなっているもので、福野から伝わったものと考えられる。
2020年（令和2年）4月10日、新型コロナウイルス感染症の拡大を受け、関係諸団体はこの年の祭礼の中止を決定、。翌2021年（令和3年）も中止となる。しかし、2022年（令和4年）には新富町・新町・鹿島の3町のみながら祭が再開され、さらに当初は中止予定だった付き合わせも、近隣の祭事の再開状況を踏まえて開催直前に再開となった。

### 砺波市出町の夜高祭
現在の砺波市は、2004年（平成16年）に旧砺波市と旧庄川町が合併し誕生したものである。旧庄川町でも夜高祭が行われているが、こちらは一般的に庄川観光祭（庄川夜高行燈）と称され、6月第1土曜・日曜日に開催される。また砺波市内の他地区（五鹿屋地区など）でも行われているが、砺波夜高祭りとは一般的に旧砺波市の中心地である出町地区で行われるものを指す。田楽や夜高行燈などは砺波地方各地で見ることができるが、出町の夜高が町内に集い、祭が始まったとされるのは1世紀前の大正年代のことで、第二次世界大戦中、戦後は資材や労力不足から中断したが、1949年（昭和24年）には復活した。1952年（昭和27年）には30基、1954年（昭和29年）には40基もの夜高行燈が出たが、1960年代には一時廃れて1960年（昭和35年）から1966年（昭和41年）には行われず、1967年（昭和42年）に7基の行燈が出て再び復活した
。現在では大小21基の夜高行燈が曳き出され田植え後の風物詩となっている。また初日には、毎年夜高行燈の優美さを競う行燈コンクールを行っている。年代は定かではないが昭和時代に入ってから行われるようになったもので、1952年（昭和27年）の北日本新聞並びに富山新聞にはコンクールの記事が掲載されている。その後なん度かの中断をへて、1967年（昭和42年）より継続的に行われており、2017年（平成29年）には第50回を迎えた。
なお2006年（平成18年）には、「とやまの文化財百選（とやまの祭り百選部門）」に選定されている。
2014年（平成26年）より、毎年砺波夜高祭りと同日に行われる五鹿屋（ごかや）夜高祭に参加している鹿島（かのしま）地区の夜高行燈が、砺波の夜高祭りに参加した。初年度は2日目の突き合わせには出場せず練り回しと、1日目の行燈コンクールに出場した。これにより五鹿屋夜高祭りでも行われている突き合わせには参加せず、自地区での練り回しは日時を1週間早めて行った。2015年（平成27年）には突き合わせに初めて参加した。

## 夜高行燈
竹と和紙と染料を主な材料として作られた夜高行燈と呼ばれる赤を基調とした高さ約6mの大行燈と小行燈が勇壮に練り歩く。夜高行燈は町民達の手作りによるもので、完成までに3、4ヶ月も要する。このこともあり、人々の夜高祭りに懸ける想いは強い。
夜高行燈は、摺木（ずりき）といわれるソリ状の木材に、立方体の小さな2つの車輪が付いている台車を組み、その台車に練り回すための台棒（練り棒ともいわれる）に太い2本の丸太に横棒を井桁に組む。台車中心に心木を刺し、その心木には下側から｢祝田祭（砺波では｢御神燈｣と書く町は非常に少ない）｣や｢新富町｣｢太郎丸上村｣など町名・常会名が書かれた田楽（でんがく）といわれる長方形の立方体の行燈、その前後には吊物といわれる行燈、その上に傘に水引幕を張った腰巻（傘鉾〔かさぼこ〕）、そして最上部には山車といわれる御所車や神輿、舟形を模った行燈がのせられている。田楽、釣り物、山車は、数ヶ月掛け木枠や竹枠針金を用い立体的に形を作り、和紙に色とりどりの彩色を施し最後に蝋引きを施し貼る。夜になり中に火が燈ると、山車や吊物が鮮やかに立体的に浮かびあがる。なお小行燈も形状は同じである。

### 大行燈
突き合わせに参加する16町（基）
2014年（平成26年）より前述のとおり鹿島（かのしま）が他地区より編入し新加入、小行燈で参加していた西町（にしまち）が旭町の協力を得て、2018年（平成30年）より30年ぶりに大行燈を制作したことにより、現在16基となっている。
大行燈は高さ制限があるが年代をへて高さが高くなっており、1953年（昭和28年）に12尺（約3.64m）に緩和、1954年（昭和29年）に14尺（約4.24m）へ緩和、1959年（昭和34年）に5.3mに緩和されている。

#### 南北 7町
砺波市の中心部である出町を地理的に縦断する地帯。南の太郎丸から北の新富町の間に位置する町内は「南北」と称される。
- 太郎丸（たろうまる）、三島町（みしまちょう）、鍋島（なべしま）、南町（みなみちょう）、新富町（しんとみちょう）、新栄町（しんさかえまち）〔2006年（平成18年）度より南北に編入〕、鹿島（かのしま）

#### 東 5町
「南北」より東に位置する町内。
- 東町（ひがしまち）、桜木町、新町（しんまち）、木舟町、春日町（かすがちょう）

#### 西 4町
「南北」より西に位置する町内。
- 広上町（ひろかみちょう）、深江（ふかえ）、神島（かみじま）、西町（にしまち）

### 小行燈
上記の大行燈のほか5町が小行燈を練り回す。（東西南北、順不同）
- 太郎丸、南町、新富町、広上町、山王町（さんのうまち）、〔西町、旭町〕
  - 西町は大行燈へ移行。旭町は2018年（平成30年）より休止、西町と共同で大行燈を制作[8]。

### 砺波商工会議所の夜高行燈
砺波商工会議所に、通年に渡り見てもらえるよう夜高行燈が常設展示されている。これは2006年（平成18年）に、砺波夜高祭りの大行燈を出す15町の内11町の若衆有志が結成した「夜行会（やこうかい）」が、2013年（平成25年）10月より手掛け、2016年（平成28年）4月に完成させた観光PR用夜高行燈で、4月9日に点灯・完成式が行われた。
- 長さ: 5.0m、高さ: 4.7m
- 山車: 鳳凰、打出の小槌、のしなど、各町の山車の特長を活かし組み合わせたもの

## 突き合わせ
突き合わせとは、その昔は道幅が狭く曳き回しの際に、2基の行燈がすれ違うには難しい箇所が多々あったため「退く、退かない」の争いがあり、その際に互いの行燈をぶつけ合い、力で強引に意地を通していた行燈同士の喧嘩に由来している。出町の夜高祭りでの南北、東、西の友好町内はこの時に生まれている。現在は道幅も広く、ある程度の取り決めに則って突き合わせが行なわれており、「南北」対「西」、「南北」対「東」で対戦を行うのが基本で、その際「南北」は西向き、「東、西」は東向きと決められている。
向かい合った2本の夜高行燈が十数メートル離れ「裁許（さいきょ）」と呼ばれる町内責任者の合図で全速でぶつかり合い、かつ激しく押し合う喧嘩で、この勇壮なぶつかり合いが人々を魅了する。現在は各回20分以内の制限時間があり、時間内に通常2回から3回の突き合せが行われる。この際、数ヶ月を要して作った夜高行燈や吊り物は壊れてしまうが、砺波夜高祭のエネルギーの焦点となる。勝敗の決まりとしては、あんどんをぶつけ合い、そのまま押し切ったとき。　左右のどちらかに相手のあんどんを押し出したとき。　あんどんの前部（心木）を高く上げ（煽りという）相手の心木（あんどん前部に長く出ている部分）を下に押し下げたとき。　相手が煽ってあんどんの前部を上げた際、相手のあんどんの台車部分に心木を押し当て相手の動きを止める、もしくは押し出した時となる。
さらにこの突き合わせでは、夜高行燈を率いる各町若頭による威勢のいいマイクパフォーマンスも見ものの一つとなっている。突き合わせの際、若頭がマイクを使い「○○よーたか（夜高）　ヨイヤサー！」（○○には町名が入る）などと煽って引き子の気分を高揚させていくが、煽りの上手な若頭だと「お客さんのためにヨイヤサー！」などと言って周りの観客の気分も盛り上げていく。
また、これもマイクパフォーマンスの上手な若頭がいる場合に限るが、勝敗が決した後はお互いに「ありがとうございました！」「また来年も楽しい突き合わせよろしくお願いします！」などと言いつつ「ヨイヤサーヨイヤサー！」とお互いの引き子を煽り、讃えあい、引き子達もノリの良い観客も一緒に「ヨイヤサー　ヨイヤサー！」と盛り上がることもある。（但し、あくまで町内同士の意地の通しあいを起因とするものであり、あまりにもスポーツ化、形骸化、ステージ化することはルーツを見失いがちになるのであまり好ましくない。との意見もある）
このように極彩色に彩られたあんどんの美しさ、勇壮な喧嘩、威勢の良い若頭のマイクパフォーマンスと共に、「行燈の喧嘩であっても人の喧嘩ではない。」ということで爽やかに突き合わせが行われることも砺波の夜高の大きな魅力である。
突き合わせ後、南北、西、東の各ブロック毎に、祭りの締めとして手打ち式（俗に「シャンシャン」とも呼ばれる）が行われ来年への想いをつなぎ、夜高祭は燃え尽きる。
　

## 日程

### 夜高祭初日
砺波夜高祭り初日の最大の見所はなんと言っても本町大通りに大行燈が勢揃いするところである。19時より行燈の曳き回しが行われ、その後審査員により優美さを競う大小行燈による行燈コンクールが行われる。

### 夜高祭2日目
19時からの行燈曳き回しに引き続き、砺波夜高祭のクライマックス「突き合わせ」が20時45分頃より、市街地中心部の北陸銀行砺波支店前と、富山第一銀行砺波支店前の2ヶ所で、16基により約20対戦行われる。2015年（平成27年）より鹿島（かのしま）が初参戦、その後2019年（令和元年）西町が30年振りに参戦することになり、参加町は16町となった。

## テレビ中継
- となみ衛星通信テレビにて、2日日の「突き合わせ」を生中継で放送し、県内の各ケーブルテレビ局にも配信される。

## その他砺波市内の夜高祭り
砺波市内では庄川夜高行燈、五鹿屋夜高祭を含め、大・中・小行燈を曳く地区や、田楽行燈を持って回る地区などを含め、約30の集落で現在も行われており、2007年（平成19年）には「ヨータカ」として「とやまの文化財百選（とやまの年中行事百選部門）」に選定されている。